# José Ignacio Echevarría y Castillo
José Ignacio Echevarría y Castillo   (Valladolid, 31 de juliol de 1817 - Madrid, 4 de juny de 1898) fou un militar i polític espanyol, ministre de guerra durant el regnat d'Alfons XII.

## Biografia
Militar de carrera, es distingí en la primera i la segona guerra carlina, tant al Nord com a Catalunya (Guerra dels Matiners). Per aquests mèrits el 1847 assolí el grau de general de brigada.
Després va estar durant cinc anys Capità general de Cuba. Quan va tornar a la Península fou cap d'estat major, governador militar de Sant Sebastià i comandant militar de Guipúscoa, així com Ajudant de Camp de Francesc d'Assís d'Espanya. Per aquests mèrits el 13 de març de 1867 Isabel II d'Espanya li va concedir el títol de marquès de Fuente-Fiel. Durant la revolució de 1868 es va mostrar partidari d'Isabel II i va lluitar com a tinent general contra les tropes de Serrano a Andalusia. Va lluitar sota les ordres de Manuel Pavía y Lacy a la batalla del Pont d'Alcolea dirigint les tropes d'avantguarda, i després de la derrota va acompanyar la reina l'exili.
Arran del pronunciament de Sagunt que va propiciar la restauració borbònica va tornar a Espanya. Es va reincorporar a l'exèrcit i contribuí decisivament a la victòria en la tercera guerra carlina. De 1879 a 1881 fou ministre de la Guerra en un Gabinet presidit per Cánovas del Castillo. També fou senador per la província de Madrid en 1877, 1878, 1879-1880, 1880-1881, 1884-1885 i 1885-1886, senador per la província de Palència en 1896 i senador vitalici el 1898-1899. També fou Director General de Carabiners en 1884. Va morir a Madrid el 4 de juny de 1898.

## Obres
- Reflexiones sobre la instrucción militar (1849)